# Jazīreh-ye Morghī
Jazīreh-ye Morghī (persiska: جَبرين, نَخيلو, جَزيرَت جابرين, Jabrīn, جزيره مرغی) är en ö i Iran.   Den ligger i provinsen Bushehr, i den södra delen av landet, 900 km söder om huvudstaden Teheran. Arean är 7,0 kvadratkilometer.
Terrängen på Jazīreh-ye Morghī är mycket platt. Öns högsta punkt är 23 meter över havet. Den sträcker sig 5,6 kilometer i nord-sydlig riktning, och 3,5 kilometer i öst-västlig riktning.